# مجید یاسر
مجید یاسر (زادهٔ ۲۲ تیر ۱۳۵۵) بازیگر، تهیه‌کننده و مجری ایرانی است. او با کارگردانی و بازی در دوربین مخفی (۱۳۸۱) به صورت حرفه‌ای کارش را آغاز کرد و در اولین تجربهٔ کار با مجید صالحی در سریال آشتی‌کنان (۱۳۸۱–۱۳۸۲) همکاری کرد و در سریال وفا به کارگردانی محمدحسین لطیفی در سال ۱۳۸۵ شناخته شد. او پس از اجرای پرحاشیه در برنامه زابی وکا (بازی‌های جام جهانی ۲۰۱۸ روسیه) با علی انصاریان برای مدتی ممنوع‌التصویر شد.

## فیلم‌شناسی

### تلویزیونی
| سال  | نام                  | کارگردان            | نقش         |
| ---- | -------------------- | ------------------- | ----------- |
| ۱۴۰۳ | اجل معلق             | عادل تبریزی         |             |
| ۱۴۰۳ | جوکر ۲               | احسان علیخانی       | شرکت‌کننده   |
| ۱۴۰۳ | نون خ ۵              | سعید آقاخانی        | بهنام       |
| ۱۴۰۱ | نون خ ۴              | سعید آقاخانی        | بهنام       |
| ۱۴۰۰ | شب‌های مافیا          | سعید ابوطالب        | شرکت‌کننده   |
| ۱۳۹۸ | نون خ ۲              | سعید آقاخانی        | بهنام       |
| ۱۳۹۵ | پادری                | محمدحسین لطیفی      | منصور       |
| ۱۳۹۴ | خاتون                | مرتضی آتش زمزم      |             |
| ۱۳۹۱ | تهران پلاک ۱         | مهدی مظلومی         |             |
| ۱۳۹۱ | دختری به نام آهو     | قدرت‌الله صلح‌میرزایی |             |
| ۱۳۹۰ | چهار چرخ             | جواد مزدآبادی       | رضا         |
| ۱۳۸۸ | نردبام آسمان         | محمدحسین لطیفی      | مهربان      |
| ۱۳۸۷ | سه در چهار           | مجید صالحی          |             |
| ۱۳۸۵ | راه بی‌پایان          | همایون اسعدیان      | علی         |
| ۱۳۸۵ | صاحبدلان             | محمدحسین لطیفی      |             |
| ۱۳۸۵ | به دنیا بگوید بایستد | محمد رضا آهنج       |             |
| ۱۳۸۴ | وفا                  | محمدحسین لطیفی      | حسین حق‌شناس |
| ۱۳۸۴ | شبکه سه و نیم        | داریوش کاردان       | خواننده     |
| ۱۳۸۱ | آشتی‌کنان             | مجید صالحی          |             |

### سینمایی
| سال  | نام                  | کارگردان               | نقش        |
| ---- | -------------------- | ---------------------- | ---------- |
| ۱۳۹۷ | وکیل مدافع           | سلما بابایی ونداد دوشن |            |
| ۱۳۹۷ | دم‌سرخ‌ها              | آرش معیریان            | نوچه رعنا  |
| ۱۳۹۶ | به وقت خماری         | محمدحسین لطیفی         | مرتضی      |
| ۱۳۹۳ | اسب سفید پادشاه      | محمدحسین لطیفی         |            |
| ۱۳۹۰ | قبر مشترک            | رضا درگزی              |            |
| ۱۳۹۰ | تلفن همراه رئیس‌جمهور | علی عطشانی             | دزد موبایل |
| ۱۳۸۹ | قبرستان غیرانتفاعی   | محسن دامادی            |            |
| ۱۳۸۹ | پایان دوم            | یعقوب غفاری            | حمیدی      |
| ۱۳۸۸ | چراغ قرمز            | علی غفاری              | سعید       |
| ۱۳۸۷ | دلداده               | قدرت‌الله صلح میرزایی   |            |
| ۱۳۸۶ | توفیق اجباری         | محمدحسین لطیفی         | پیتزا فروش |
| ۱۳۸۵ | روز سوم              | محمدحسین لطیفی         | مجید       |

فیلم‌های تلویزیونی
| سال  | نام             | کارگردان      | نقش |
| ---- | --------------- | ------------- | --- |
| ۱۳۸۶ | در بست تا بهشت  | حسین تبریزی   |     |
| ۱۳۸۶ | هندوانه شب یلدا | سعید آقاخانی  |     |
| ۱۳۸۷ | ثروت خفته       | میلاد جرموز   |     |
| ۱۳۸۸ | گور به گور      | بهرنگ توفیقی  |     |
| ۱۳۸۹ | یکی بود یکی هست | حسین تبریزی   |     |
| ۱۳۹۰ | زهره ترک        | جواد مزدآبادی |     |
| ۱۳۹۰ | دربارهٔ زندگی    | محسن ربیعی    |     |

تهیه‌کننده
| سال  | نام               | کارگردان       | سمت       |
| ---- | ----------------- | -------------- | --------- |
| ۱۳۹۳ | اسب سفید پادشاه   | محمدحسین لطیفی | تهیه‌کننده |
| ۱۳۹۱ | استرداد           | علی غفاری      | مجری طرح  |
| ۱۳۹۱ | خاطرات مرد ناتمام | صادق کرمیار    | مجری طرح  |
| ۱۳۸۹ | یکی بود یکی هست   | حسین تبریزی    | تهیه‌کننده |
| ۱۳۸۹ | طلاق در وقت اضافه | محسن یوسفی     | تهیه‌کننده |

## اجرا
او به همراه علی انصاریان اجرای برنامهٔ زابیواکا ویژه جام جهانی ۲۰۱۸ را بر عهده داشتند که با حواشی زیادی روبه‌رو شد. حواشی اصلی برنامه مربوط به علی انصاریان است که در بخشی از برنامه به نام «سخن بزرگان» با خواندن اشعاری از ترانه‌های خوانندگان «لس آنجلسی»، همواره حواشی زیادی ایجاد کرده است که گفته می‌شود این عملکرد او در ده روز اجرا باعث دریافت ۱۴۰ تذکر از سوی سازمان صدا و سیما شده است. یکی از این خواننده‌ها شهرام شب‌پره بود که شوخی علی انصاریان با یکی از ترانه‌هایش موجب اعتراض و واکنش از سوی او شد.
یکی از قسمت‌های ماجرا ساز این برنامه نام بردن مهمان خارجی برنامه از گوگوش به عنوان خوانندهٔ مورد علاقه‌اش بود. واکنش مجریان برنامه علی انصاریان و او به این اتفاق باعث شد تا کلیپ‌های این قسمت از برنامه از پربازدیدترین کلیپ‌های صفحات مجازی باشد. این ماجرا تا جایی پیش رفت که شایعاتی در مورد ممنوع‌التصویر شدن هر دو مجری در فضای مجازی منتشر شد که با حضور مجدد آن‌ها در برنامه تکذیب شد.
این برنامه از ۱۹ تا ۲۳ تیر ۱۳۹۷ توسط صدا و سیما توقیف شده بود. زابیواکا که ویژه برنامه جام جهانی ۲۰۱۸ بود، در روز فینال و پایانی جام جهانی ۲۰۱۸ که قرار بود قسمت پایانی این برنامه پخش شود، توقیف و پخش نشد.